# Khadija Sy
Khadija Sy (geboren 1991) ist eine senegalesische Leichtathletin und Behindertensportlerin. Sie repräsentierte den Senegal dreimal bei Special Olympics World Summer Games und gewann dort mehrere Medaillen.

## Leben und Karriere
Sy wurde mit dem Down-Syndrom geboren.
Sys Mutter brachte ihre Tochter im Schulalter mit Special Olympics in Kontakt. Damals bestand Special Olympics Senegal aus sechs Athletinnen und Athleten, einem Trainer und einer Sportanlage. Seit 2004 ist Sy bei Special Olympics sportlich aktiv.
Sy gewann 2011 im Laufen eine Bronzemedaille bei den Special Olympics World Summer Games in Athen. Dies war ein herausragendes Ereignis und steigerte den Zuspruch zu Special Olympics im Senegal sehr. Es hatte zur Folge, dass danach erstmals ein senegalesischer Sportminister, Matar Ba, bei Wettbewerben von Special Olympics anwesend war.
2015 errang Sy eine Silbermedaille bei den Special Olympics World Summer Games in Los Angeles.
2019 war sie Leiterin des senegalesischen Teams bei den Special Olympics World Summer Games in Abu Dhabi. Mit der Zeit von 37:07 Sekunden gewann sie eine weitere Silbermedaille im 200-Meter-Lauf. Sie ging nur wenige Zehntelsekunden hinter der Goldmedaillengewinnerin Syeda Rubab von Special Olympics Pakistan ins Ziel (36:64 s).
2019 machte Sy auf eigenen Wunsch eine Ausbildung zur Friseurin.
Sy nimmt am Special Olympics Programm Healthy Athletes und am Family Forum teil und ist Mitglied des Athlete Input Councils.
Bei den Special Olympics World Summer Games 2023 in Berlin war Sy Mitglied des Medienteams.